# STB Le Havre
O Saint Thomas Basket Le Havre, comumente chamado de STB Le Havre é um clube profissional de basquetebol sediado na cidade de Le Havre, França que atualmente disputa a Liga Francesa. Foi fundado em 1924 e manda seus jogos no Dock Océane que possui capacidade de 3.598 espectadores.